# Universität Sousse

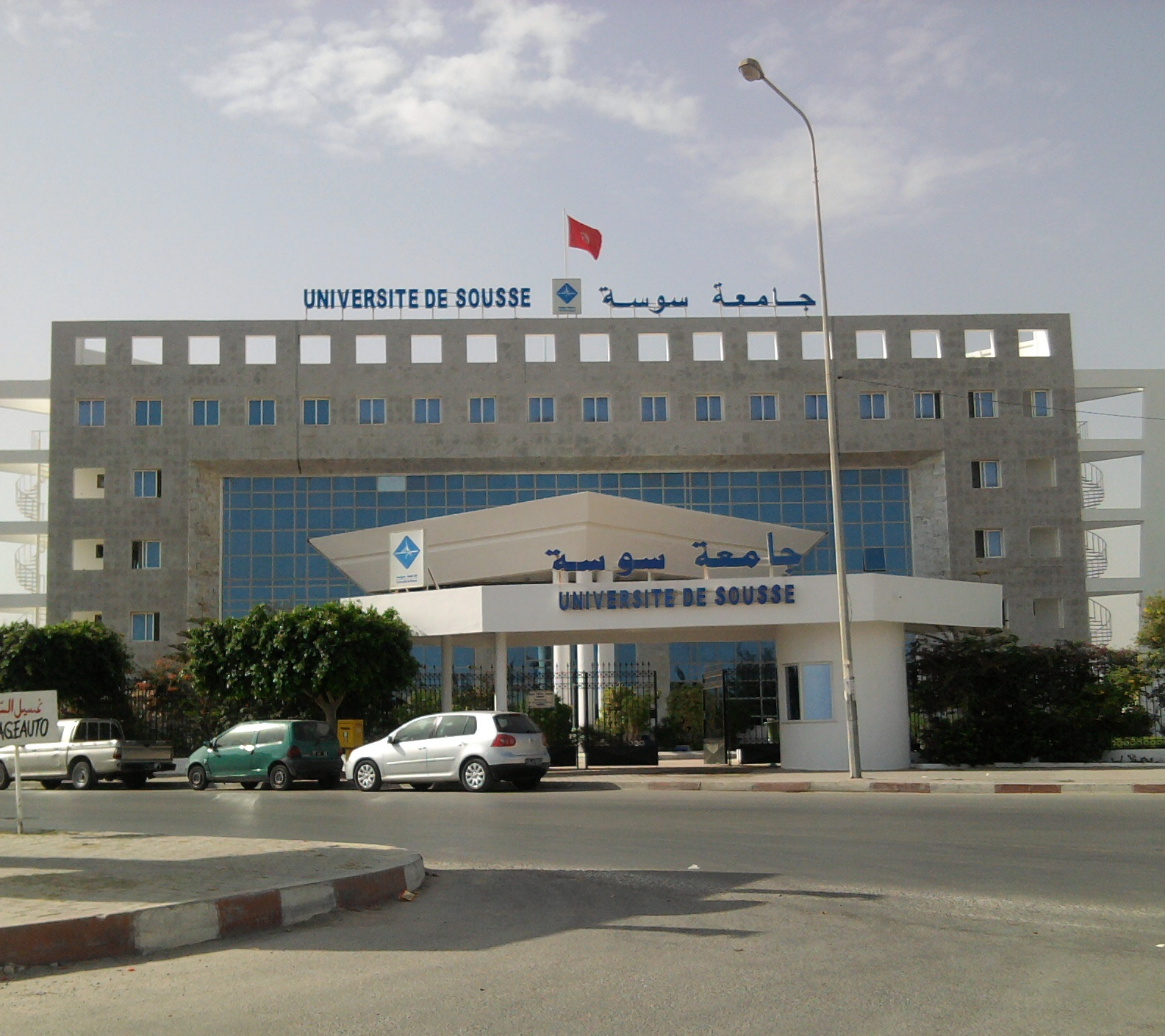
Universität Sousse (2010)

Die Universität Sousse (arabisch جامعة سوسة, DMG Ǧāmiʿat Sūsa; französisch Université de Sousse) ist eine staatliche Universität in Sousse, Tunesien.
Die Universität Sousse entstand 2004 aus einer Abteilung der Université centrale in Tunis. Die Hochschule bietet Bachelor-, Master- und Promotionsstudiengänge in den vier Fachbereichen Geisteswissenschaften, Sozialwissenschaften, Ingenieurwesen und Technologie sowie Gesundheitswissenschaften an.